# ريناتو خورخي
ريناتو خورخي (بالبرتغالية: Renato Jorge Magalhães Dias Assunção‏) هو لاعب كرة قدم برتغالي، ولد في 21 يناير 1973 في بورتو في البرتغال. لعب مع سالجويروس ‏.

## وصلات خارجية
- ريناتو خورخي على موقع قاعدة بيانات كرة القدم.إي يو (الإنجليزية)
- ريناتو خورخي على موقع عالم كرة القدم.نت (الإنجليزية)